# Fraijanes
Fraijanes è un comune del Guatemala facente parte del dipartimento di Guatemala.